# Paralimnophila (Papuaphila) terminalis
Paralimnophila (Papuaphila) terminalis is een tweevleugelige uit de familie steltmuggen (Limoniidae). De soort komt voor in het Australaziatisch gebied.